# أسل فوري
أسل فوري (الاسم العلمي: Juncus fauriei) نوع نباتي يتبع جنس الأسل وينتمي إلى الفصيلة الأسلية.